# Унтены
Унтены (рум. Unteni, Унтень) — село в Фалештском районе Молдавии. Наряду с сёлами Хорешты и Лукачены входит в состав коммуны Хорешты.

## История
1 июля 1965 года село Унтены объединено с селом Горешты. Постановлением правительства Республики Молдова № 882 от 22.01.1992 село Унтены восстановлено.

## География
Село расположено на высоте 85 метров над уровнем моря.

## Население
По данным переписи населения 2004 года, в селе Унтень проживает 167 человек (87 мужчин, 80 женщин).
Этнический состав села:
| Национальность | Число жителей | Процентный состав |
| -------------- | ------------- | ----------------- |
| молдаване      | 165           | 98.8              |
| украинцы       | 2             | 1.2               |
| Всего          | 167           | 100%              |